# 陳世恩
陳世恩（1552年—1595年），字慶遠，號两峰，河南歸德府夏邑縣人。明朝政治人物，同進士出身。

## 生平
萬曆七年（1579年）己卯科河南鄉試舉人，十四年丙戌科会试二百八十三名，未廷試，十七年（1589年）己丑科三甲31名進士，授保定府推官，报最第一，行取户科给事中，二十二年九月转右给事中，进左。屡上封事，二十三年（1595年）官至工科都给事中，未幾遘疾卒，得年四十四。

## 家族
曾祖陈钺。祖父陈相，乡宾。父陈以安。兄陈世德，隆庆丁卯舉人。子陳陞、陳陛，俱進士。